# San Francisco, San Miguel de Allende
San Francisco är en ort i Mexiko.   Den ligger i kommunen San Miguel de Allende och delstaten Guanajuato, i den centrala delen av landet, 230 km nordväst om huvudstaden Mexico City. San Francisco ligger 2 084 meter över havet och antalet invånare är 295.
Terrängen runt San Francisco är platt åt nordväst, men åt sydost är den kuperad. Runt San Francisco är det ganska tätbefolkat, med 108 invånare per kvadratkilometer. Närmaste större samhälle är San Miguel de Allende, 17,8 km sydväst om San Francisco. Trakten runt San Francisco består i huvudsak av gräsmarker.